# 松岡義之
松岡 義之（まつおか よしゆき、1957年3月6日 - ）は、日本の柔道家（講道館8段）。
24歳で初めて全日本の強化メンバーに選ばれるなど遅咲きながら、五輪大会で金メダル、世界選手権大会で銀メダルと銅メダルを獲得するなど、軽軽量級のトップ選手として活躍した。現役を引退後は小松製作所女子柔道部にて後進の指導に当たって全日本実業団体対抗大会の優勝常連チームに育て上げたほか、五輪大会2連覇の谷本歩実らを指導した事でも知られている。

## 経歴
兵庫県神崎郡福崎町出身。年上のいとこの影響もあり、地元の町立田原中学校（現・町立福崎東中学校）に入学すると同時に部活動で柔道を始めた。当時流行っていたテレビドラマ『柔道一直線』に感化され派手なスポーツをイメージして入部したが、松岡曰く「案外地味だった」との事。中学校時代はイジメやシゴキなど体育会系に有りがちな洗礼を浴びる事も無く、何をやっても新鮮な楽しい部活動生活を過ごす事ができた。なお、同校は地区大会では優勝できるレベルの力は持っていたが、県大会になると他校には全く歯が立たなかったという。
県立福崎高校に入学すると、高校では別の競技をやろうかとも考えていたが、柔道部に中学校時代の先輩がいた関係で松岡は再び柔道部の門をくぐる事となった。1年生の時に出場した県大会で3位に入ったものの結局3年間でインターハイへの出場は叶わず。なお、周囲には高校から柔道を始める者も多く、2年生になると松岡が指導をしたりもしていたという。気分が乗らなかったり、部員の集まりが悪い時には近所の裏山に登ったりするような和やかなムードの部活動で、松岡も後に「思えばあの頃が一番柔道を好きになれた」と語っている。
1975年春に京都産業大学に進学してからも柔道を続ける事となった松岡だが、目標はタイトルや段位ではなく“途中で部活を辞めないで無事に卒業する事”という控え目なものだった。入部に際しては希望や向上心よりも、初めて厳しい練習環境に身を置く事への不安の方が大きかったという。
それでも松岡は1年生の頃から団体戦のレギュラーとして抜擢され、副将や大将として出場した。松岡は「いつも接戦で出番が回ってきたからプレッシャーが強かった」「相手は体重100kg以上の選手ばかりだったから、『勘弁して欲しいな』という気持ちもあった」と述懐する。
また、同大にコーチとして在籍していた現役の世界王者・藤猪省太の指導も仰ぎ、藤猪が得意とする畳すれすれに膝を折り曲げて入る背負投に関して直々にアドバイスを受ける事ができ、そのお陰もあって小手先の柔道スタイルに走ってしまうような事は無かった。中学時代に先輩に“体が小さいから”という理由だけで勧められた背負投は、こうして後々まで松岡の代名詞となるまでに昇華していった。
中学から大学まで特にこれといった戦績も無く平凡な学生柔道生活を続けた松岡だったが、大学卒業に当たっては兵庫県警察から就職の誘いがあった。松岡はこれに応じて警察官になる事を決意するも、相変わらず自分に自信は無く余り乗り気でもなかったという。それでも4年生の後半になる頃にはもう少し柔道を続けたいという意識が芽生え、次第に就職が楽しみになっていった。
兵庫県警察では強い選手ばかりの中で練習の質・量ともこれまで以上に厳しいものとなり、松岡は“団体戦の軽量級メンバーになる事”を目標に稽古に打ち込んで己を鍛え上げていった。様々なスタイルの選手とやる中で、それまでの弱点であった組手争いを一から見直す事が出来たという。
しかし就職して2年目の冬に胆嚢炎を患い、それまで毎日のように汗を流していた柔道の稽古にはドクターストップが掛かり、約1ヵ月間の静養を余儀なくされた。松岡は焦る気持ちを必死に抑えつつ、かねてから答えを出せずにいた「自分は柔道に向いているのか」という問いに対し、「自分を活かすのは柔道しかない」「心の奥底から柔道をやりたい」との確固たる結論を得るに至った。
以後は健康管理を目的に日常生活の改善を心掛け、まずは酒とタバコを断った。食事の際には好きな物ではなく体に良いものを摂取するよう意識し、マッサージといった体の手入れにも努めるなど、生活のあらゆるシーンを柔道に結び付けて考えるようになった。
そうすると柔道に対する姿勢にも変化が表れ始め、それまでは駆け引きも無く戦略も持たずに臨んでいた試合で、自分の型になったら投げる、ならなかったら途中で諦めるという程度の淡泊だったものが、以後は試合中のここ一番という場面で相手を倒すための集中力を出せるようになったという。
そうした意識の変化による効果は試合結果にも表れ始め、24歳にして初めて全日本柔道連盟の強化メンバーに選ばれた。松岡は後に「嬉しかった半面、不安もあった」「強化合宿なんて未知の世界で、何も知らずに海外に行くのと同じような感覚だった」と語っているが、自信と不安を交錯させながら迎える初めての強化合宿で一心不乱に乱取を繰り返す内に、「頑張ればある程度の所まで行けるんじゃないか」とも思えてきたという。
いつしか日本トップレベルの実力を蓄えた松岡だったが、国内タイトル未獲得のまま1982年の第6回ハンガリー国際大会に自費で遠征して出場する事となった。五輪大会や世界選手権大会の選考会を見据え、国際舞台で自分がどの程度通用するのかを知る事が目的だったが、貯金も余り無い中でこれを後押ししたのは師匠・藤猪の「ここで勝負を掛けたらどうだ」という言葉だった。
25歳の誕生日当日に迎えるこの大会で松岡は優勝を果たすと、続くチェコスロバキア国際大会も制し、空白だった自身のプロフィールのタイトル欄をようやく埋める事が出来た。松岡曰く「ハンガリーとチェコで優勝したお陰で、世界選手権大会でも勝てるんじゃないかと思えるようになった」との事。その予感通り、翌83年にモスクワで開催された第13回世界選手権大会では、決勝戦こそ地元ソビエト連邦のニコライ・ソロドクリンに不可解な判定で敗れたものの、準優勝を果たして一気に世界のトップレベルに昇り詰めた。
一方、国内で行われる全日本選抜選手権大会・講道館杯といった体重別の主要大会は、この年はいずれも3位であった。
1984年は、ロサンゼルス五輪の代表選考大会となる5月の全日本選抜体重別選手権大会では新田高校教員の浅見三喜夫に次ぐ準優勝だったものの、過去の実績等から松岡が五輪65 kg以下級選手に選ばれ、満を持して臨んだ8月の五輪本大会では決勝戦で韓国の黄正五から得意の背負投で有効を奪うなどして優勢勝を収め金メダルを獲得した。27歳での快挙であった。この時の事を松岡は後に「神様のいたずらですかね」「人生捨てたもんじゃないなと思いました」と謙虚に語っている。師匠の藤猪が世界選手権大会を4連覇しながらも政治的な理由による参加ボイコット等の不運もあって出場すら成し得なかった五輪大会で、弟子に当たる松岡が雪辱を果たす形となった。
なお、翌85年は4月の講道館杯と7月の全日本選抜選手権大会で優勝し押しも押されもせぬ軽軽量級の全日本王者となるも、9月にソウルで開催された第14回世界選手権大会では3試合を順調に一本勝で勝ち上がったが準決勝戦で地元・韓国の李璟根に判定で敗れ3位に甘んじた。
現役を引退後は小松製作所女子柔道部監督への就任を打診され、多少悩んだが「同じ日本だし同じ柔道だから」という理由でこれを受ける事となった。この頃の同部には衛藤裕美子や下田仁美、国吉真子らの逸材がいた。
初めての女子柔道への関与であり初めての東京での生活という事も加わって幾何かの不安はあったが、1997年4月にこの重責を担ってから2年後の1999年の全日本実業団体対抗大会で3位に入ると、2000年,翌01年の同大会では連覇を果たした。
就任当初はぬるま湯に浸かっているような緩い雰囲気が部の中にあり、松岡はまず選手達の意識改革から取り組んだという。選手達には目標とプロ意識を持たせ、1日約3時間の稽古にはストイックな精神で臨ませた。一方で、時々は練習メニューにバレーや相撲、テニス等も取り入れるなど楽しく汗をかくための試行錯誤を行うと同時に、部員達の成長の早さや過程は人それぞれという現実の下、頂点を極めるまでに時間を要した松岡自身の経験を指導を活かす事を常に心掛けた。
その後も小松製作所女子柔道部は全日本実業団体対抗大会で4連覇を含む8度の優勝を果たすなど、女子柔道界のトップチームであり続けている。また、松岡はこの間に谷本歩実や浅見八瑠奈といった五輪王者・世界王者を育て上げた名伯楽としても知られる。現在は監督の座を教え子の1人である杉本美香に譲り、自身は総監督の立場で後進の指導に当たる。
松岡は選手達の柔道以外の部分にも思いを馳せ、「選手としての期間が終った後のセカンドキャリアの部分も面倒を見ていきたい」「選手期間が終わった後も家族のように長い付き合いをしていきたい」とインタビューで語っていた。

## 主な戦績
- 1982年3月 - ハンガリー国際大会 優勝
- 1982年4月 - 講道館杯（軽軽量級） 優勝
- 1982年11月 - 嘉納治五郎杯（軽軽量級） 3位
- 1982年 - チェコスロバキア国際大会 優勝
- 1983年4月 - 講道館杯（軽軽量級） 3位
- 1983年7月 - 全日本選抜体重別選手権大会（軽軽量級） 3位
- 1983年10月 - 世界選手権大会（軽軽量級） 2位
- 1984年5月 - 全日本選抜体重別選手権大会（軽軽量級） 2位
- 1984年8月 - ロサンゼルス五輪（軽軽量級） 優勝
- 1985年4月 - 講道館杯（軽軽量級） 優勝
- 1985年7月 - 全日本選抜体重別選手権大会（軽軽量級） 優勝
- 1985年9月 - 世界選手権大会（軽軽量級） 3位
- 1985年 - 大陸別対抗戦（団体戦） 2位
- 1985年 - 環太平洋選手権大会 優勝